# Kingstone (Staffordshire)
Kingstone es una parroquia civil y un pueblo del distrito de East Staffordshire, en el condado de Staffordshire (Inglaterra).

## Geografía
Según la Oficina Nacional de Estadística británica, Kingstone tiene una superficie de 11,86 km².

## Demografía
Según el censo de 2001, Kingstone tenía 597 habitantes (49,92% varones, 50,08% mujeres) y una densidad de población de 50,34 hab/km². El 18,43% eran menores de 16 años, el 76,72% tenían entre 16 y 74, y el 4,86% eran mayores de 74. La media de edad era de 40,91 años. Del total de habitantes con 16 o más años, el 22,59% estaban solteros, el 64,07% casados, y el 13,35% divorciados o viudos.
Según su grupo étnico, el 98,32% de los habitantes eran blancos y el 1,68% asiáticos. La mayor parte (97%) eran originarios del Reino Unido. El resto de países europeos englobaban al 1% de la población, mientras que el 2% había nacido en cualquier otro lugar. El cristianismo era profesado por el 88,48%, el judaísmo por el 0,5%, el islam por el 1%, y el sijismo por el 0,67%. El 4,01% no eran religiosos y el 5,34% no marcaron ninguna opción en el censo.
Había 233 hogares con residentes y 6 vacíos.